# Ilex retusifolia
Ilex retusifolia är en järneksväxtart som beskrevs av Shiu Ying Hu. Ilex retusifolia ingår i släktet järnekar, och familjen järneksväxter. Inga underarter finns listade i Catalogue of Life.